# Македонци у Босни и Херцеговини
Македонци у Босни и Херцеговини се односи на групу етничких Македонаца који живе у Босни и Херцеговини.
Према посљедњем југословенском попису становништва у Босни и Херцеговини из 1991. године, у земљи је живјело 1.596 Македонаца.
Пописом из 2013. године било је 738 припадника македонске националне мањине.

## Историја
Македонци су почели да мигрирају на територију данашње Босне и Херцеговине почетком 20. вијека.
Нови талас Македонаца услиједио је у периоду после Другог свјетског рата, када су и Босна и Херцеговина и Сјеверна Македонија биле дио новоосноване Социјалистичке Федеративне Републике Југославије.
Македонци су се углавном насељавали у градовима и то Бања Луци, Сарајеву, Зеници, Бијељини, Добоју, Дервенти, Мостару, Зворнику, Приједору и другим мјестима.

## Организације
Македонци Босне и Херцеговине су основали двије организације, прва је основана у Сарајеву 1992. године. Други, Савез Македонаца Републике Српске, основан је 2002. године са сједиштем у Бања Луци.